# Wilhelm Wohlgemuth (Politiker)

Wilhelm Wohlgemuth (um 1932)

Wilhelm Wohlgemuth (* 18. Dezember 1900 in Pfaffenhofen a.d.Ilm; † 6. April 1978 in Aschaffenburg) war ein bayerischer Finanzbeamter und Politiker. Von Mai 1932 bis zu dessen Auflösung 1933 gehörte er als Abgeordneter der NSDAP dem Bayerischen Landtag an. Danach war er elf Jahre lang Oberbürgermeister von Aschaffenburg.

## Werdegang
Wohlgemuth schlug nach dem Abschluss der Schule eine Ausbildung zum Finanzbeamten ein. In seiner beruflichen Karriere stieg er bis in den Rang eines Obersteuersekretärs.
Seine politische Laufbahn begann nach seinem Parteieintritt am 11. März 1926 (Mitgliedsnummer 31.831) mit der Übernahme der Ortsgruppen- und Kreisleitung der NSDAP in Aschaffenburg. Bei den letzten freien Landtagswahlen in der Weimarer Republik am 24. April 1932 verfünffachte die NSDAP ihren Stimmenanteil und Wohlgemuth zog über die Stimmkreise Aschaffenburg und Ebern-Haßfurt-Hofheim in das bayerische Landesparlament ein. Dort wurde er am 7. Juni 1932 in den Ausschuss für die Besoldungsordnung gewählt. Nach der Neubildung des Landtages im Rahmen der Gleichschaltung der Länder blieb er bis zur letzten Plenarsitzung am 29. April 1933 Mitglied dieses Ausschusses.
Am 19. Mai 1933 wurde er nach dem Rücktritt von Wilhelm Matt zum Oberbürgermeister von Aschaffenburg rückwirkend zum 1. Mai 1933 befördert.  Wohlgemuth galt als treuer Befehlsempfänger. Er trat Anfang November 1933 in die SS ein (Mitgliedsnummer 152.520) und stieg dort bis zum Obersturmbannführer auf. In seine Amtszeit fallen der Bau und Ausbau der ehemaligen Aschaffenburger Kasernen, die Anfänge der Wohnsiedlungen in den Stadtteilen Nilkheim und Strietwald, der Bau eines Hitlerjugend-Heims und einer Jugendherberge sowie einer städtischen Badeanstalt, die Eingemeindung von Schweinheim am 1. April 1939 und der Brand der Synagoge im Novemberpogrom 1938. Wohlgemuth wurde 1944 als Stadtoberhaupt wegen 'ungünstigen politischen Verhältnissen' durch Hugo Häusner im Amt abgelöst. Nach der Kapitulation der Stadt am 3. April 1945 wurde er vom US-amerikanischen Militär in Haft genommen und schließlich 1948 zu vier Jahren Sonderarbeit verurteilt.